# جاكسون أسيكو
جاكسون أسيكو (بالإنجليزية: Jackson Asiku) (مواليد 21 أكتوبر 1978) هو ملاكم أوغندي، مثّل بلاده في الألعاب الأولمبية الصيفية 2000.

## روابط خارجية
جاكسون أسيكو على موقع بوكس ريك (الإنجليزية) (registration required)
- جاكسون أسيكو على موقع أوليمبيديا (الإنجليزية)
- جاكسون أسيكو على موقع اتحاد ألعاب الكومنولث (مؤرشف) (الإنجليزية)